# Кастионе дела Презолана
Кастионе дела Презолана (итал. Castione della Presolana) је насеље у Италији у округу Бергамо, региону Ломбардија.
Према процени из 2011. у насељу је живело 3273 становника. Насеље се налази на надморској висини од 960 м.

## Становништво
| 1936. | 1951. | 1961. | 1971. | 1981. | 1991. | 2001. | 2011. |
| ----- | ----- | ----- | ----- | ----- | ----- | ----- | ----- |
| 2.001 | 2.423 | 2.470 | 2.814 | 3.078 | 3.161 | 3.291 | 3.455 |

## Партнерски градови
- Аденау